# Stenoderma rufum
Stenoderma rufum är en däggdjursart som beskrevs av den franske författaren och zoologen Anselme Gaëtan Desmarest 1820. Stenoderma rufum är ensam i släktet Stenoderma som ingår i fladdermusfamiljen bladnäsor. IUCN kategoriserar arten globalt som sårbar.
Arten beskrevs efter upphittade kvarlevor och det antogs att djuret var utdött. Först under senare 1950-talet hittades levande individer.

## Underarter
Tre underarter har beskrivits:
- Stenoderma rufum rufum – Jungfruöarna
- †Stenoderma rufum anthonyi - Puerto Rico (fossil)
- Stenoderma rufum darioi - Puerto Rico

## Utbredning
Arten är känd från Puerto Rico och Jungfruöarna. (Simmons 2005). På Jungfruöarna har den dock inte påträffats sedan 1980-talet. Den förekommer företrädesvis i torr skogsmark och är tämligen okänd. Bara populationen i Luquillo-bergen har studerats.

## Utseende
Denna fladdermus når en kroppslängd av 53 till 73 mm och den saknar svans. Vikten är ungefär 25 gram. Pälsen är på ryggen rödbrun och på buken mera brunaktig. På varje axel finns en vit fläck.

## Ekologi
Stenoderma rufum är fruktätare och har små revir, i genomsnitt 2,5 hektar. 
Arten vistas främst i skogar och vilar även i träd. Honor kan para sig hela året.